# Brandner Mittagsspitz
Brandner Mittagsspitz är en bergstopp i Österrike.   Den ligger i distriktet Bludenz och förbundslandet Vorarlberg, i den västra delen av landet, 500 km väster om huvudstaden Wien. Toppen på Brandner Mittagsspitz är 2 557 meter över havet, eller 303 meter över den omgivande terrängen. Bredden vid basen är 2,3 km.
Terrängen runt Brandner Mittagsspitz är huvudsakligen mycket bergig. Närmaste större samhälle är Bludenz, 8,5 km nordost om Brandner Mittagsspitz. 
Trakten runt Brandner Mittagsspitz består i huvudsak av gräsmarker. Runt Brandner Mittagsspitz är det ganska glesbefolkat, med 47 invånare per kvadratkilometer.